# Baguazhang
Baguazhang (chiń. 八卦掌). - w dosłownym tłumaczeniu Dłoń Ośmiu Trygramów. Jest to chiński styl walki, jeden z trzech najważniejszych stylów z grupy stylów wewnętrznych (Neijia), w skład której wchodzą również Taijiquan i Xingyiquan. Do grupy tej zaliczane są również Liuhebafaquan i Yiquan (w japońskiej odmianie nazywany Taikiken).
Tradycyjnie uważa się, że styl Baguazhang jest twardszy od Taijiquan, ale delikatniejszy od Xingyiquan.
W Baguazhang dostrzegalne są także wpływy zewnętrznych stylów Długiej Pięści (Chang Quan).

## Styl walki
Styl ten jest rozpoznawalny szczególnie dzięki charakterystycznej pracy stóp, opierającej się na krążeniu po wyimaginowanym okręgu wokół przeciwnika, wykonywanych co pewien czas gwałtownych zmianach kierunku i okrężnych technikach ręcznych. Inną bardzo charakterystyczną cechą tego stylu jest unikanie zaciskania dłoni w pięści - ćwiczący prawie zawsze wykonuje techniki otwartymi dłońmi.
Baguazhang wymaga bardzo silnych nóg oraz dużej giętkości kręgosłupa. W trakcie wykonywania form kręgosłup często jest mocno skręcany wokół osi. Mówi się, że prawidłowo ćwiczący "płynie w powietrzu", a jego kręgosłup "wygina się niczym ciało smoka". Ze względu na wysoki poziom trudności i obciążenie, styl ten nie jest raczej polecany początkującym, którym proponuje się na początek Xingyiquan lub Yiquan.
Strategia stylu polega na unikaniu przeciwnika, schodząc z linii ataku, by niemal równocześnie zaatakować.
Istnieje kilka odmian stylu Baguazhang, z których niektóre jako metodę kontrataku preferują rzuty, inne natomiast uderzenia w punkty witalne.

## Mistrzowie
Najbardziej znani na Zachodzie mistrzowie stylu to:
- Liang Shou-Yu
- Luo Dexiu
- Xie Peiqi
- Park Bok Nam

## Styl w filmach
Ze względu na duże walory estetyczne styl Baguazhang pojawił się w kilku filmach. Najbardziej znane z filmów wyświetlanych w Polsce to:
- Mistrzyni Wu Dang (produkcji chińskiej)
- Tylko jeden (The One) z Jetem Li w roli głównej (produkcji USA)
- Naruto (serial anime), w którym styl walki Nejiego Hyūgi przypomina Baguazhang
- Tekken styl wykorzystywany przez filmową Christie Montero (w tej roli Kelly Overton)
- Awatar: Legenda Aanga (serial animowany) styl Baguazhang został bazą do stworzenia stylu magii powietrza

## Publikacje na temat stylu w języku polskim
Pierwszy i jak na razie jedyny materiał instruktażowy z polskim tłumaczeniem (tłumaczenie: Sebastian Niedziela) to wydany w 2005 roku przez YMAA film DVD "Baguazhang z Emei" autorstwa mistrza Liang Shou-Yu.